# Ланг, Роберт (велогонщик)
Роберт Ланг (нем. Robert Lang; род. 5 августа 1917 года в Пулли, Швейцария — ум. 16 августа 1997 года в Шаффхаузене, Швейцария) — швейцарский профессиональный шоссейный велогонщик, выступавший с 1938 по 1950 год. Участник Тур де Франс 1947 года.

## Достижения
1939
1-й Тур дю Лак Леман
9-й Тур Швейцарии
1-й — Этап 3
1946
1-й Тур дю Лак Леман
9-й Тур Швейцарии
1947
1-й — Этап 5a Тур Швейцарии